# Teateråret 1953

## Priser och utmärkelser
- Thaliapriset tilldelas Gertrud Fridh
- Gun Arvidsson tilldelas Folkparkernas teaterstipendium

## Årets uppsättningar

### Januari
- 3 januari - Samuel Becketts pjäs "I väntan på Godot" har premiär i Paris [1].

### Okänt datum
- Eugene O'Neills pjäs Måne för olycksfödda med regi av Olof Molander har premiär på Dramaten,
- Frederick Knotts TV-pjäs Slå nollan till polisen (Dial "M" for Murder) uppförds i Stockholm på Intima Teatern